# 卡塞佩鄉

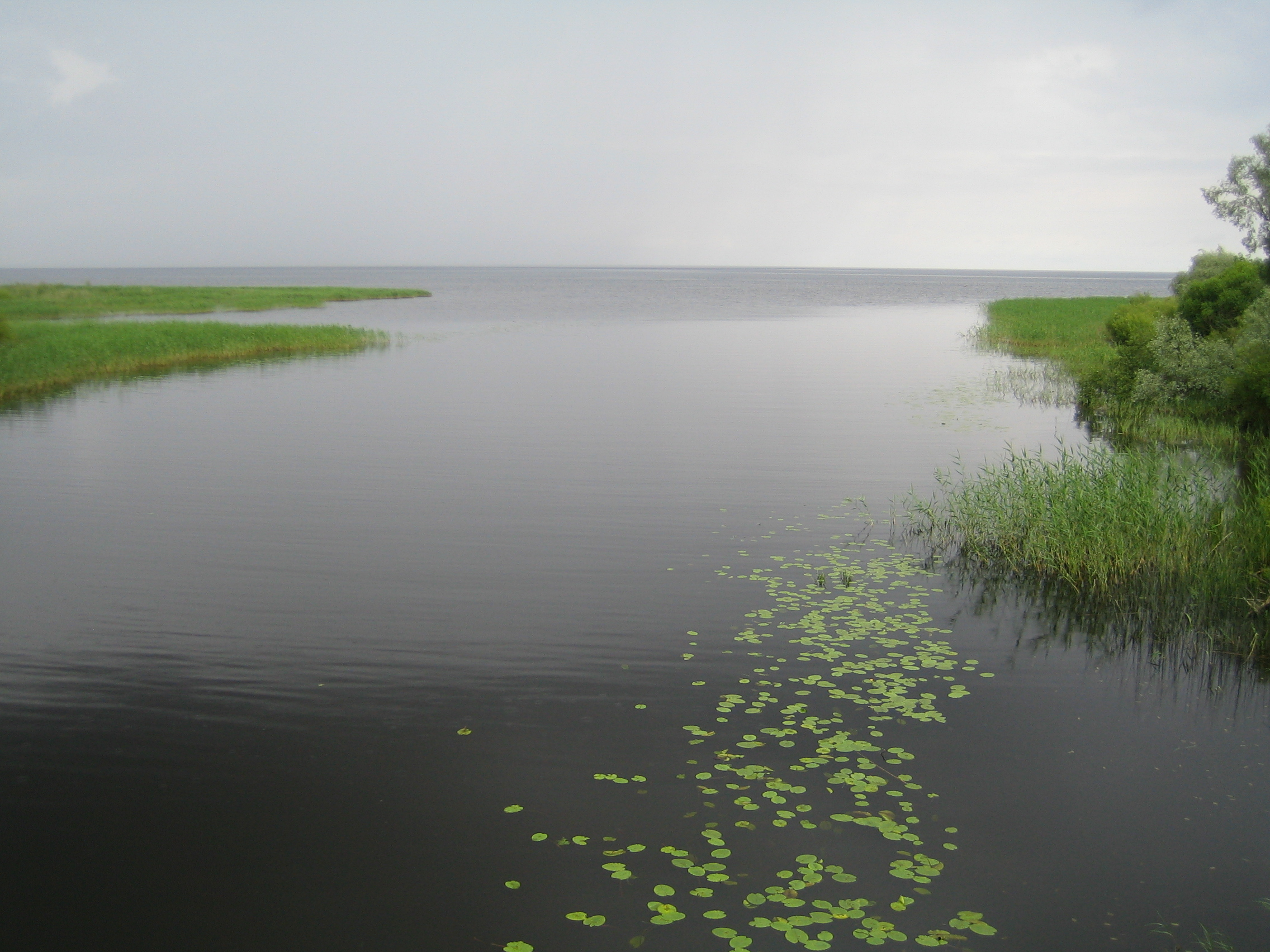
境内的河流

卡塞佩鄉，曾是愛沙尼亞約格瓦縣的一個鄉村型市镇，位於該國東部，行政中心設於拉亞，面積41平方公里，2003年人口1,381，人口密度每平方公里34人。
2017年爱沙尼亚行政改革后，卡塞佩市镇与其他市镇合并为穆斯特韦市镇。
58°31′12″N 27°13′48″E / 58.520°N 27.230°E